# جنگ‌های ایران و عثمانی

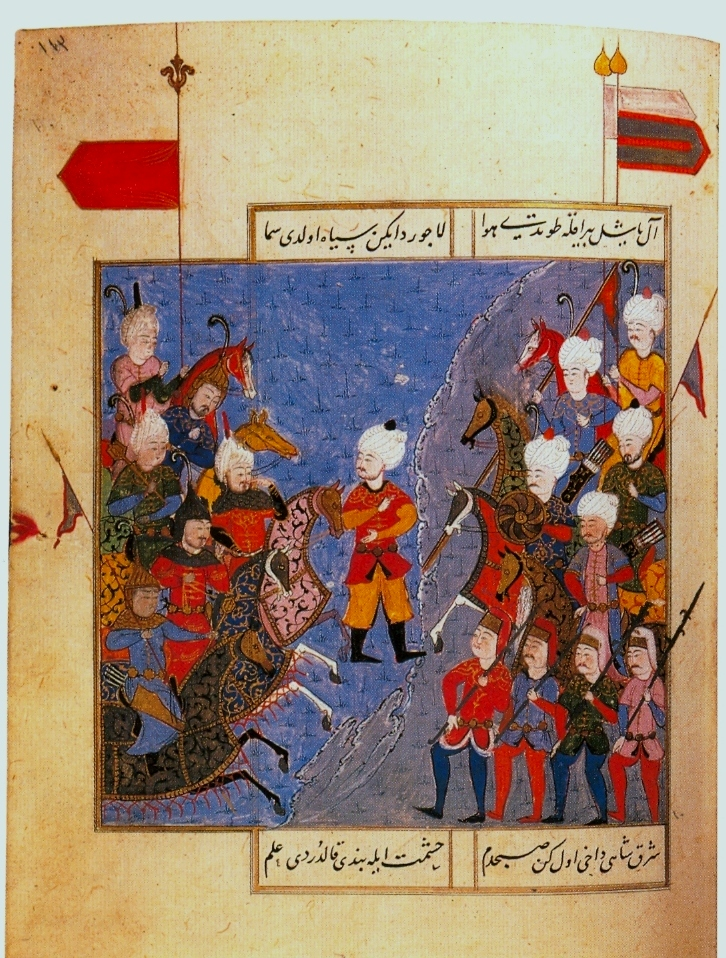
شاه اسماعیل صفوی در جنگ چالدران ۱۵۲۵ میلادی

فهرست پایین، فهرستی از جنگ‌های ایران و عثمانی در قرن‌های ۱۶ تا ۱۹ میلادی است. این درگیری‌ها از قرن شانزدهم به رهبری شاه اسماعیل یکم صفوی، بنیان‌گذار حکومت دودمان صفویان ایران و سلطان سلیم امپراتوری عثمانی آغاز گردید. اهمیت این جنگ‌ها بیشتر بدین دلیل است که در آن زمان ایران، تنها مرکز مذهب شیعه و عثمانی، مرکز مذهب سنی بود. درگیری‌ها میان این دو امپراتوری بیشتر در مناطق شرق آناتولی، میان‌رودان و قفقاز روی می‌دهد. این جنگ‌ها پس از امپراتوری صفوی توسط دولت‌های هوتکیان، افشاریه، زندیه و قاجاریه ادامه می‌یابد.

## جنگ چالدران
جنگ چالدران در ۳۱ مرداد ۸۹۳ هجری خورشیدی میان سپاه قزلباش ایران به فرماندهی شاه اسماعیل یکم صفوی با ارتش عثمانی به فرماندهی سلطان سلیم یکم رخ داد. محّل این نبرد در دشت چالدران (در شمال آذربایجان) بود. در این جنگ نیروهای قزلباش که در حدود ۴۰ هزار تن بودند با سپاه حدود ۱۰۰ هزار نفری عثمانی جنگیدند و به دلیل کمی نفرات و نداشتن سلاح گرم از سپاه عثمانی شکست خوردند. این در حالی بود که ارتش عثمانی دارای توپخانه و تفنگهای انفرادی بود.
پس از این جنگ، کردستان باختری (مناطق کردستان ترکیه، کردستان عراق و کردستان سوریه کنونی)، از ایران جدا شد و به دست عثمانی افتاد. این مناطق تا پیش از زمان شاه عباس از ایران جدا بود اما شاه عباس توانست بخشی از مناطق کردستان را با جنگ پس بگیرد. سپاه عثمانی شهر تبریز را نیز تصرف کرد اما به دلیل کمبود آذوقه مجبور به بازگشت شد و حکومت نو پای صفویه از نابودی حتمی نجات یافت.
شکست در جنگ چالدران نتایج زیادی داشت از جمله:
- نخستین نتیجه جنگ جدا شدن همیشگی منطقه کردستان باختری (مناطق کردستان ترکیه، کردستان عراق و کردستان سوریه کنونی) از ایران بود.
- بسیاری از مردم شهرهای اهل سنت مانند بغداد و هرات بعد از جنگ چالدران به مذهب اهل سنت برگشتند و عوامل صفویه را کشتند.
- شکسته شدن غرور و تعصب شاه اسماعیل و درهم کوبیده شدن او سبب شد در چشم هواداران خود از ارزش پیشین خود بیفتد.

اسباب و عواملی که به برانگیختن سلطان عثمانی به لشکرکشی به ایران انجامید این بود که قزلباشان در آناتولی به تحریک شاه اسماعیل شورش همگانی به راه افکندند و برای براندازی سلطنت سنیان و تشکیل سلطنت شیعی تلاش کردند، شهرها را ویران کردند و مردم را کشتار کردند و حتی یک شهر را به کلی از صحنه روزگار برافکندند. والی دیار بکر که قزلباش اهل آناتولی بود پیوسته به سلطان سلیم نامه‌های اهانت آمیز می‌نوشت و او را به جنگ با خودش تحریک می‌کرد. قزلباشان یقین داشتند که چنانچه بتوانند سلطان سلیم را به جنگ بکشانند برافکندن سلطنت عثمانی حتمی خواهد بود. همهٔ اینها سبب شد که سلطان سلیم که در آن زمان نیرومندترین ارتش روزگار را در اختیار داشت تصمیم بگیرد که به ایران لشکر بکشد؛ لشکرکشی که به شکست قزلباشان و اشغال کردستان انجامید. لشکرکشی سلطان سلیم به ایران به هدف اشغال ایران نبود بلکه می‌خواست که قزلباشان را گوشمالی بدهد تا دیگر در کشورش آشوب به راه نیندازند و موفق هم شد، او در ایران نماند و ایران را رها کرده به عثمانی برگشت سپس برای آنکه مرزهای شرقی کشورش را مستحکم سازد بخشی از غرب آذربایجان را ضمیمهٔ کشور عثمانی کرد. سلطان سلیم وقتی مصر را اشغال کرد نشان داد که یکی از جنایتکاران بزرگ تاریخ و نسخه ای از هلاکو بود.
سلطان سلیم شهر تبریز را نیز تصرف کرد و سپاهیانش تبریز راکه آن زمان عروس شرق نامیده می‌شد به ویرانه‌ای تبدیل کردند و همسر شاه اسماعیل را به عنوان گروگان به اسارت گرفتند. ولی به دلیل کمبود آذوقه و وحشت از یورش شاه اسماعیل که در حال بسیج سپاه عظیمی از عشایر سراسر ایران برای خروج عثمانی هابود مجبور به بازگشت شدند.
اما ضربه روحی ناشی از این شکست برای شاه اسماعیل خردکننده بود به‌طوری‌که پس از آن هیچ‌گاه در هیچ جنگی به‌طور مستقیم فرمان دهی را به عهده نگرفت و در بسیار از موارد حتی از کارهای روزمره سلطنت نیز کناره می‌گرفت. وی که موفق به اسارت گرفتن حدود ۴ هزار سرباز و افسر عثمانی شده بود در مقابل امتیازاتی برای کشور از جمله آزادی برخی مناطق- آنان را به سلطان سلیم تحویل داد اما برای آزادی همسر خود خاک ایران را معامله نکرد و به اسارت وی تن در داد. تا پیش از این شاه اسماعیل هیچ‌گاه در هیچ جنگی شکست نخورده بود. این شکست در روحیه قزلباشان نیز به شدت اثر کرد و عقیده شکست ناپذیری شاه اسماعیل را در ذهن اکثر آنان از میان برد. از این پس دیگر اطاعت قزلباشان از شاه بیشتر به عنوان اطاعت از شاهی مقتدر بود تا مرشد کامل. تأثیر این تغییر روحیه را می‌توان به خوبی در رفتار امرای قزلباش در زمان شاه تهماسب یکم مشاهده نمود.
سلطان سلیم یکم که در فکر احیای خلافت به مرکزیت عثمانی بود و بعد از این نبرد جنگ‌های متعددی را با دول اروپایی و منطقه با پیروزی به انجام رساند ولی تا پایان عمر طرحی برای حمله مجدد به ایران نداشت.

## حملات بعدی ارتش عثمانی
عثمانی در سال ۱۵۸۷ از ضعف پیش آمده در حکومت صفویه استفاده کرد و سردار خود فرهاد پاشا را با ارتشی بزرگ روانه شمال بین‌النهرین کرد ارتش وی سپاه ۱۵هزار نفره صفوی را در نزدیکی بغداد شکست داد و با تغییر جهت به شمال ایران تبریز را تصرف کرده و قصد جداکردن خوزستان و لرستان کرد. در این زمان شاه عباس کبیر در ابتدای کار خود کشوری را تحویل گرفته بود که از چندین جهت تحت کنترل همسایگان بود. وی که تنها یک سال از سلطنتش می‌گذشت در ابتدای حکومت درگیر نبردهای جنوب با پرتغالیها و شرق با ازبکان بود؛ بنابراین مجبور شد برای جلوگیری از سقوط بخش غربی و جنوبی خاک ایران تن به مصالحه با عثمانی بدهد. در سال ۱۵۹۰ عثمانی‌ها شهرهای تبریز، شیروان و ایالات گرجستان و لرستان را از دست سپاه صفوی خارج کردند و در مقابل پیشنهاد صلح و تخلیه جنوب را دادند که شاه عباس پذیرفت.

## تشکیل ارتش منظم صفوی
شاه عباس به خوبی دریافته بود که نبرد با قدرتهای غربی نظیر عثمانی و پرتغالیها متفاوت با جنگ با قدرتهای محلی شرقی است و شکست سپاه‌های آن‌ها تنها در صورتی ممکن است که ارتش از سلاحهای آتشین و پیاده‌نظام جنگ آزموده برخوردار شود. از طرفی او می‌دانست که عثمانی به چیزی کمتر از فتح کامل ایران (به مانند فتح ده‌ها کشور دیگر منطقه) رضایت نمی‌دهد بنابراین تمام قدرت را صرف احیای ارتش کرد. ارتشی که عملاً پس از قدرت یافتن مغولان در ۴ قرن قبل از بین رفته بود. در سال ۱۶۰۰ او به جز ۶۰ هزار نیروی سوار قزلباش از ۱۰هزار سوار مخصوص شاه و ۱۲ هزار نیروی پیاده‌نظام برخوردار بود. الله وردی خان فرمانده معروف سپاه صفوی نیز در این زمان با استفاده از تجربیات اروپاییان (که دشمن عثمانی بودند) تکنیک توپریزی را فرا گرفته و علاوه بر آن فنون استفاده از تفنگ را فرا گرفتند.
سرپرسی سایکس از قول یک سیاح انگلیسی اوضاع را چنین نقل می‌کند:
سپاه صفوی اکنون فنون جنگی را یادگرفته و ۵۰۰ عراده توپ برنج و ۶۰هزار تفنگچی دارد، سپاه صفوی زمانی که شمشیر داشتند عثمانی از آن‌ها می‌ترسیدند و حالا که ضربات آن‌ها جدی تر و با صنایع جنگی آمیخته شده، مخوف شده‌اند.

## نبرد ارومیه
در سال ۱۶۰۲ میلادی شاه عباس خود را آنقدر قوی دید که بتواند پنجه در پنجه قدرت اول نظامی دنیای قرن ۱۷ بیندازد بنابراین به سمت مناطق متصرفه عثمانی به راه افتاد و ظرف یک سال کلیه متصرفات آن کشور را باز پس گرفت سپس قصد فتح بغداد کرد.
سلطان احمد پادشاه جوان عثمانی و پسر سلطان محمد سوم که انتظار ضدحمله‌های سپاه صفوی را نداشت تصمیم گرفت که به مانند اسلاف خود سپاهی عظیم به سمت ایران گسیل کند بنابراین در ۱۶۰۳ سپاه ۱۰۰هزارنفری عثمانی به فرماندهی جقال اوغلی به سمت تبریز به حرکت درآمد. نیروهای محلی از برابر ارتش عظیم عثمانی جا خالی کردند و گمان همه به این بود که کار سپاه صفوی تمام است. این در حالی بود که سپاه صفوی با جمع‌آوری نیروهای خود در حوالی دریاچه ارومیه انتظار سردار عثمانی و سپاه بزرگش را می‌کشید. سپاه صفوی در این زمان حدود ۶۲ هزار نفر بود و توپخانه سپاه صفوی نیز کوچکتر از توپخانه سپاه عثمانی بود. بنابر تدبیر شاه عباس تقسیم سپاه به دو قسمت بود بنابراین ابتدا ۱۰هزار سوار از جان گذشته حمله را به سپاه عثمانی آغاز کردند (شاه عباس ۵۰هزار پیاده خود را از چشم فرماندهان عثمانی مخفی کرد) عثمانی‌ها به گمان آنکه با توپخانه قادر به دفع حمله سواران هستند نظم پیاده‌نظام خود را برهم زده و سواران سپاه صفوی را نشانه رفتند اما سرعت سواران سپاه صفوی در این زمان جای خود را به مانوری بی‌نظیر داد یعنی سواران به جای حرکت مستقیم به سمت توپخانه و پیاده‌نظام در عرض سپاه عثمانی حرکت کردند و بدون توجه به آتش سنگین توپهای عثمانی خود را به عقب سپاه عثمانی رساندند. جقال اوغلی به گمان آنکه ۱۰هزار سوار اکنون کاملاً در محاصره خواهند بود با پیاده‌نظام راه برگشت سواران سپاه صفوی را بست و با تغییر جهت توپها سعی در نابودی آن‌ها کرد غافل از اینکه ۵۰هزار سرباز سپاه صفوی با سرعت خود را به جلوی سپاه عثمانی رساندند و ناگهان نبرد به درجه‌ای شدت گرفت که کار از دست فرماندهان سپاه عثمانی خارج شد هم‌زمان با شدت گرفتن نبرد پیاده‌نظام، سواران سپاه صفوی که اکنون از کمند توپ و پیاده‌نظام عثمانی خارج شده بودند با برگشت به سمت سپاه عثمانی قتل‌عام هولناکی را آغاز کردند. توپخانه عثمانی نیز قادر به عمل نبود چرا که ۲ سپاه درهم آمیخته بودند. تا پایان روز ۲۰ هزار سرباز سپاه عثمانی کشته شدند و سپاه متلاشی شده عثمانی کلاً منطقه را به سمت غرب ترک کرد. شکست سپاه عثمانی در نبرد ارومیه سبب تصرف مجدد آذربایجان، کردستان، بغداد، موصل، دیار بکر، گنجه، تفلیس و باکو شد و عثمانیان کلیه متصرفات خود را در ۳ دهه اخیر به سپاه صفوی بازگرداندند.

## تداوم حملات عثمانی به سپاه صفوی
عثمانیان که نمی‌خواستند شکست را از سپاه صفوی قبول کنند در ۱۶۰۷ سپاهی بزرگ به ایران فرستادند مرادپاشا فرمانده این سپاه بود اما این سپاه شکستی سخت از سپاه صفوی خورد، ۹ سال بعد در ۱۶۱۶ سلطان مصطفی خلیل پاشا را با ۶۰ هزار سوار به جنگ سپاه صفوی فرستادند وی علی‌رغم پیروزی‌های اولیه در تسخیر تبریز ناموفق بود. در ۱۶۲۳ عثمانی‌ها آخرین کوشش خود را با اعزام سپاهی مجهز به ۴ واحد بزرگ توپخانه برای بازپس‌گیری بغداد انجام دادند اما در تلاش خود ناموفق ماندند و چون نبرد ۶ ماه به طول انجامید در سپاه عثمانی شورش رخ داد و از این زمان به بعد زمان به شدت به زیان عثمانی‌ها پیش رفت چرا که حضور شخص شاه عباس در میان سپاه صفوی قدرت مدافعان بغداد را دوبرابر کرده و پس از ۷ ماه محاصره عملاً سپاه عثمانی روحیه خود را از دست داده و توسط نیروهای سپاه صفوی کاملاً منهدم گردیدند. نفرات باقی‌مانده سپاه عثمانی به دلیل گرسنگی هرگز موطن خود را ندیدند و در بیابانهای عراق و سوریه تلف شدند.

## نتیجه نبردهای سپاه ایران و سپاه عثمانی
بی تردید در قرن هفده سپاه صفوی با ضربات خود در نبردهای ارومیه و بغداد حداقل یک سوم نیروهای امپراتوری عثمانی را هدر داد و توان این کشور را برای ادامه نبرد با اروپا تحلیل برد.
|    | نام جنگ                                  | شاه ایران              | سلطان عثمانی                   | عهدنامه            | نتیجه         |
| -- | ---------------------------------------- | ---------------------- | ------------------------------ | ------------------ | ------------- |
| ۱  | جنگ چالدران ۱۵۱۴ م                       | اسماعیل یکم            | سلیم یکم                       | –                  | پیروزی عثمانی |
| ۲  | جنگ تکیریالاغی یا آواجیک ۱۵۱۵م           | اسماعیل یکم            | سلیم یکم                       |                    | پیروزی عثمانی |
| ۳  | جنگ ایران و عثمانی (۱۵۵۵–۱۵۳۲)           | طهماسب یکم             | سلیمان یکم                     | عهدنامه آماسیه     | پیروزی عثمانی |
| ۴  | جنگ ایران و عثمانی (۱۵۹۰–۱۵۷۸)           | محمد خدابنده، عباس یکم | مراد سوم                       | عهدنامه فرهاد پاشا | پیروزی عثمانی |
| ۵  | جنگ ایران و عثمانی (۱۶۱۸–۱۶۰۳) مرحله اول | عباس یکم               | احمد یکم                       | عهدنامه نصوح پاشا  | پیروزی ایران  |
| ۶  | جنگ ایران و عثمانی (۱۶۱۸–۱۶۰۳) مرحله دوم | عباس یکم               | احمد یکم، مصطفی یکم، عثمان دوم | عهدنامه سراب       | پیروزی ایران  |
| ۷  | جنگ ایران و عثمانی (۱۶۳۹–۱۶۲۳)           | عباس یکم، صفی یکم      | مراد چهارم                     | عهدنامه زهاب       | مصالحه        |
| ۸  | جنگ ایران و عثمانی (۱۷۳۵–۱۷۳۰) مرحله اول | طهماسب دوم             | احمد سوم، محمود یکم            | عهدنامه احمد پاشا  | پیروزی عثمانی |
| ۹  | جنگ ایران و عثمانی (۱۷۳۵–۱۷۳۰) مرحله دوم | عباس سوم               | محمود یکم                      | عهدنامه استانبول   | پیروزی ایران  |
| ۱۰ | جنگ ایران و عثمانی (۱۷۴۶–۱۷۴۳)           | نادرشاه                | محمود یکم                      | عهدنامه گردان      | پیروزی ایران  |
| ۱۱ | جنگ ایران و عثمانی (۱۷۷۶–۱۷۷۵)           | کریم‌خان زند            | عبدالحمید یکم                  | –                  | پیروزی ایران  |
| ۱۲ | جنگ ایران و عثمانی (۱۸۲۳–۱۸۲۱)           | فتحعلی‌شاه              | محمود دوم                      | عهدنامه‌های ارزروم  | پیروزی ایران  |